# Trichonta nubilipennis
Trichonta nubilipennis är en tvåvingeart som beskrevs av Freeman 1951. Trichonta nubilipennis ingår i släktet Trichonta och familjen svampmyggor. Inga underarter finns listade i Catalogue of Life.